# Marlen Olivari
Marlen Andrea Olivari Mayer (Viña del Mar, 14 de septiembre de 1974) es una panelista, ex modelo y exvedette chilena.

## Biografía
Es hija de Patricio Olivari y de Isabel Mayer, es la hermana menor de la exmodelo Patricia Olivari, entre otros.
Se hizo relativamente conocida en el programa País V de Chilevisión, junto a Leo Caprile, donde realizaba un miniespacio de estriptís-comedia relatando el clima en el país.
En 2002 ingresó al programa Morandé con compañía de Mega, animado por Kike Morandé, donde aumentó su popularidad por sus performances de corte erótico y directamente enfocadas a un público adulto. En 2004 trabajó en El show de Che Copete —también transmitido por Mega y que fue continuación del emblemático Jappening con ja— junto con el humorista Ernesto Belloni, quien interpreta al personaje «Che Copete». Precisamente realizó con Belloni dos exitosas revistas de comedia: «La Bella, La Bestia.. y el Ñiño» y «Sexy Humor».
En agosto de 2006 anunció su retiro de Morandé con compañía por problemas de salud. En septiembre de ese año, participó en la primera temporada del programa Locos por el baile de Canal 13, donde fue la quinta eliminada, en el capítulo del 22 de noviembre.
A inicios de 2012 Olivari estrenó la revista «I Love Chile» junto al comediante Cristián Henríquez, en la ciudad de Viña del Mar.
En diciembre de 2017, incursionó por primera vez en la música, con el sencillo «Yo decido», que rápidamente se viralizó en las redes sociales y llegó a ser trending topic.

## Carrera política
A fines de diciembre de 2020, Olivari reunió las firmas necesarias para ser candidata independiente a la alcaldía de la comuna de Viña del Mar en las elecciones municipales de Chile de 2021. El 23 de enero de 2021 el Servel aceptó oficialmente la inscripción de Olivari como candidata a alcaldesa de Viña del Mar a las elecciones que fueron realizadas el 15 y 16 de mayo de ese mismo año. Olivari obtuvo un 1,46% de las preferencias con 1879 votos, quedando en penúltimo lugar de las candidaturas.

## Vida personal
Tiene ascendencia italiana y alemana. Sin embargo, en un examen de ADN, no figuró la sangre italiana en Marlen y si lo hicieron la europea oriental, alemana, griega, centroamericana, irlandesa y árabe.
A principios de 2005, se casó con su mánager Roberto Dueñas. Desde su salida del programa Locos por el baile, comenzó a tener problemas con su esposo, que se acrecentaron durante el Festival de Viña del Mar 2007. Durante una conferencia de prensa de ese certamen fue consultada sobre una supuesta crisis matrimonial, tras lo cual estalló en llanto y admitió estar viviendo momentos difíciles con Dueñas. Finalmente, el 26 de mayo de 2009, y tras pasar varios meses separados, la pareja se divorció.
Actualmente[¿cuándo?] Olivari es pareja del empresario italiano Luciano Marocchino, con el cual tuvo a su primer hijo.

## Controversias

### Imágenes de desnudos
En enero de 2003, una llamativa fotografía de Marlen circuló en Internet. En la imagen se veía a Olivari sobre un escenario, levantando con su mano la minifalda de mezclilla que vestía y dejando ver sutilmente sus genitales. Posteriormente, se supo que la fotografía había sido tomada en una discoteca de Arica por un reportero gráfico del diario La Estrella de Arica. La imagen nunca fue publicada por el periódico, pero fue robada de sus archivos para posteriormente divulgarla a través de una cadena de correos electrónicos. Más tarde, Marlen alegó que la fotografía había sido manipulada, ya que en el momento del show ella sí estaba usando ropa interior.
A comienzos de enero de 2006, un sitio web chileno publicó un video donde aparecía Olivari desnuda, posando para la cámara ante a un fondo celeste, este fue manipulado sin consentimiento de la artista. Días más tarde, Marlen llegó de sus vacaciones y en una conferencia de prensa reconoció ser ella la mujer del video. Agregó también que dichas imágenes pertenecían a una audición que había realizado en 1996 para el anuncio de un pisco. Posteriormente, Olivari presentó una querella contra quienes resulten responsables de la filtración del video.

### Desnudos públicos
Durante la primera noche de competencia del Festival de Viña del Mar 2007, el jurado internacional fue presentado. Cuando fue el turno de Marlen, quien oficiaba en dicho jurado, ella se levantó de su asiento para saludar al público y dejó ver parte de su pezón derecho al correr el bretel del vestido blanco que usaba. Al día siguiente, explicó que había hecho eso porque la tela de su traje se subía.
A comienzos de diciembre de 2007, Marlen participó en la Teletón realizando un show como vedette. El traje que utilizó llevaba unas cadenillas que colgaban desde su cuello hasta sus muñecas. Mientras Olivari bailaba sobre el escenario, las cadenas se enredaron en su sostén, jalándolo y exponiendo por breves instantes su pezón. Una vez terminada su actuación, Olivari dijo: «¿Que si se me escapó una? Parece que algo se escapó. Es que se me enredaron las mangas acá (indicando su sostén) y al tratar de sacarlas, se corrió para el lado. No era la idea, pero así resultó».

### Supuesto consumo de drogas
El 24 de septiembre de 2007, el exfutbolista chileno Juvenal Olmos inauguró su propio complejo deportivo. Una de las invitadas al evento era Marlen Olivari, quien llegó con los ojos apenas abiertos y con un comportamiento errático. Le costaba hilar palabras y hasta casi se cayó en el escenario. Negando categóricamente haber consumido drogas, Olivari dijo que había ingerido medicamentos con el estómago vacío y que sufría de conjuntivitis.

## Discografía
Marlen Olivari incursionó por primera vez en la música en 2017. A pesar de las críticas que ha recibido, sus sencillos se han convertido en fenómeno viral.

### Sencillos
- 2017: «Yo decido»
- 2018: «Me importa un carajo»

| Título               | Año  | Posicionamiento en listas del país CHI | Certificaciones | Álbum     |
| -------------------- | ---- | -------------------------------------- | --------------- | --------- |
| Yo decido            | 2017 | 98                                     | —               | Sin álbum |
| Me importa un carajo | 2018 | —                                      | —               | Sin álbum |

## Programas
| Programas de televisión | Programas de televisión | Programas de televisión | Programas de televisión |
| Año                     | Programa                | Rol                     | Canal                   |
| ----------------------- | ----------------------- | ----------------------- | ----------------------- |
| 2001                    | País V                  | Panelista               | Chilevisión             |
| 2002-2006               | Morandé con compañía    | Panelista               | Mega                    |
| 2004                    | El show de Che Copete   | Panelista               | Mega                    |
| 2006                    | Locos por el baile      | Participante            | Canal 13                |
| 2022-presente           | Tal Cual                | Panelista               | TV+                     |
| 2025                    | Mundos opuestos 3       | Participante            | Canal 13                |

## Historial electoral

### Elecciones municipales de 2021
- Elecciones municipales de 2021, para la alcaldía de Viña del Mar[24]

| Candidato                  | Pacto                 | Partido | Votos  | %      | Resultado |
| -------------------------- | --------------------- | ------- | ------ | ------ | --------- |
| Macarena Ripamonti Serrano | Frente Amplio         | RD      | 49 574 | 38,50% | Alcaldesa |
| Andrea Molina Oliva        | Chile Vamos           | Ind.    | 27 714 | 21,52% |           |
| Marcela Varas Fuentes      | Unidad por el Apruebo | PPD     | 20 717 | 16,09% |           |
| Rodrigo Vattuone Garcés    | Independiente         | Ind.    | 13 647 | 10,60% |           |
| Paula Arriagada Ortiz      | Independiente         | Ind.    | 4807   | 3,73%  |           |
| Aland Tapia San Cristóbal  | Independiente         | Ind.    | 3840   | 2,98%  |           |
| Jorge Escudero Salinas     | Independiente         | Ind.    | 3376   | 2,62%  |           |
| Jorge Estay Olguín         | Unión Patriótica      | UPA     | 1956   | 1,52%  |           |
| Marlén Olivarí Mayer       | Independiente         | Ind.    | 1879   | 1,46%  |           |
| Cristián Mayorga Hevia     | Independiente         | Ind.    | 1244   | 0,97%  |           |